# Hydrocanthus congrex
Hydrocanthus congrex is een keversoort uit de familie diksprietwaterkevers (Noteridae). De wetenschappelijke naam van de soort werd in 1959 gepubliceerd door Félix Guignot.